# Ron Schrievers
Ron Schrievers (Nijmegen, 17 september 1968) is een voormalig Nederlands profvoetballer die uitkwam als middenvelder.
Hij groeide op in de volksbuurt Waterkwartier in Nijmegen en begon met voetballen bij SCH. Op 16-jarige leeftijd werd Schrievers gevraagd door N.E.C. om in de A-Jeugd te komen voetballen. Hij debuteerde in het betaald voetbal op 1 november 1987 in de uitwedstrijd tegen BV De Graafschap. Dit bleef zijn enige wedstrijd in het betaald voerbal. Hierna was hij nog actief in het amateurvoetbal bij de vereniging Quick 1888.